# Norsk tegnspråk
Die Norsk tegnspråk (NTS, Norwegische Gebärdensprache) ist die wichtigste Gebärdensprache in Norwegen. In Norwegen gibt es viele Gebärdensprachorganisationen und einige Fernsehprogramme, die in NTS ausgestrahlt werden. Der norwegische Rundfunk sendet täglich Nyheter på tegnspråk (Nachrichten in Gebärdensprache) und wöchentlich Tid for tegn (Zeit für Gebärden).
Seit dem 1. Januar 2022 ist NTS eine Amtssprache.
Die NTS gehört zu den Dänischen Gebärdensprachen.

## Beziehung zur madagassischen Gebärdensprache
Manchmal wird berichtet, dass die Sprache der Gebärdensprache Madagaskars (Malagasy Sign Language) ähnlich ist oder sogar identisch sei. Obwohl die norwegische Gebärdensprache die madagassische Gebärdensprache möglicherweise durch die Gründung von Gehörlosenschulen durch norwegische lutherische Missionare beeinflusst hat, sind die beiden Sprachen dennoch recht unterschiedlich. Von einer Stichprobe von 96 Gebärdenpaaren waren 18 Paare in beiden Sprachen identisch, 26 wiesen ein gewisses Maß an Ähnlichkeit auf und 52 schienen überhaupt nicht verwandt zu sein. Es ist noch nicht bekannt, inwieweit die Ähnlichkeiten auf direkte Entlehnungen, Entlehnungen aus einer gemeinsamen Ausgangssprache (wie American Sign Language oder International Sign), Nachahmung des Gemeinten oder reinen Zufall zurückzuführen sind.

## Klassifikation
- DTS (LSF mit lokalen Gebärden, 1806)
  - NTS (1825)
    - Malagasy Sign Language (1950)

  - ITM (ca. 1910)
  - Faroese Sign Language (1960)
  - Greenlandic Sign Language (1950)